# Bleking
Bleking är dels en folklig dans som variant av slängpolska och dels en folkdans.

## Bleking - en variant av slängpolska
Bleking som en variant av slängpolska härstammar från gränstrakterna mellan Västergötland och Småland. Den spelas i jämn 3/4-takt, vilken ibland kan upplevas som 2/4-takt. Namnet används både om musiken (folkmusik) samt tillhörande folkliga pardans. Dansen har likheter med småländsk slängpolska. 
Noter till blekingar, ett flertal av dem av spelmannen Carl Aron Hakberg, kan hittas bland annat i Svenskt visarkivs bok "Svenska Låtar, Västergötland". 

## Bleking – en svensk folkdans
Bleking som en svensk folkdans är en dans i 4/4-takt som dansas parvis i "sluten fattning", det vill säga kavaljeren håller damen vid midjan och damen kavaljeren på axlarna. 
Dansen är rätt livlig och består av jigg och "blekingsteg" i två turer. För Bleking som folkdans finns det knapphändiga uppgifter om ursprung. 

## Etymologi
Enligt SAOB:s utgåva från 1913 antyds att namnet Bleking är blekingskt men ursprunget är oklart. Flera möjliga förklaringar finns till namnet varav en är att karaktären är lugn som bleke (vindstilla). 